# اووه دیتوس
اووه دیتوس (انگلیسی: Uwe Dittus؛ زادهٔ ۳ اوت ۱۹۵۹) بازیکن فوتبال اهل آلمان است.
از باشگاه‌هایی که در آن بازی کرده‌است می‌توان به باشگاه فوتبال کارلسروهه و باشگاه فوتبال بازل اشاره کرد.
وی همچنین در تیم ملی فوتبال زیر ۲۱ سال آلمان بازی کرده‌است.